# De strijd om de aarde
De strijd om de aarde is een stripalbum uit 1980 en het vijfde deel uit de stripreeks Storm, getekend door Don Lawrence naar een scenario van Dick Matena. 
Het album vormt een drieluik samen met deel 4 (De groene hel) en 6 (Het geheim van de Nitronstralen).

## Verhaallijn
Storm en Roodhaar zijn erachter gekomen dat de aarde door een buitenaards ras werd veroverd die de mensheid in feite terug geworpen heeft in zijn ontwikkeling. Toch blijkt er ook een verzet te bestaan tegen de overheersers. Storm slaagt er door zijn kennis van technologie in om het verzet een nieuwe impuls te geven en zodoende een grote opstand mogelijk te maken. In de daaropvolgende oorlog trekken de technologisch superieure Azuriërs aan het kortste eind en onder leiding van Storm begint de wederopbouw, gesteund door Azurische emigranten die in harmonie met de mens van de aarde hun nieuwe thuis willen maken.